# 이준식 (교육인)
이준식(李俊植, 1956년 6월 20일~)은 전직 제11대 대한민국 독립기념관 관장 직을 지냈던 전력이 있는, 대학 교수 겸 교육인 출신의 대한민국의 전직 정치인이었다.
그는 대한광복군 장성급 장교 출신의 독립운동가 겸 정치인 지청천(池靑天) 장군의 외손(外孫)이며, 역시 독립운동가 지달수(池達洙) 선생의 생질(甥姪)이기도 하다.

## 주요 이력

### 주요 경력
- 1990년 홍익대학교 객원교수(1990년 8월 ~ 2006년 2월)
- 1994년 한국학중앙연구원 특별연구원(1994년 3월 ~ 1996년 6월)
- 1995년 단국대학교 겸임교수(1995년 8월 ~ 1996년 2월)
- 1996년 대한민족근현대사기념관 관장(1996년 3월 ~ 2000년 8월)
- 2000년 대한민족근현대사기념관 관장 직위 퇴임(2000년 8월 21일)
- 2000년 새천년민주당 당무위원 겸 행정위원(2000년 8월 26일~2000년 10월 9일)
- 2000년 새천년민주당 탈당(2000년 10월 9일)
- 2000년 대한민국 통일부 공보관 겸 행정관(2000년 10월 16일 ~ 2001년 1월 14일)
- 2001년 대한민국 통일부 공보관 겸 행정관 직책 퇴임(2001년 1월 14일)
- 2001년 숭실대학교 객원교수(2001년 2월 ~ 2006년 2월)
- 2002년 민족문제연구소 연구위원(2002년 1월 ~ 2006년 4월)
- 2006년 대통령 비서실 직속 친일반민족행위자 재산조사위원회 상임위원(2006년 4월 ~ 2008년 2월)
- 2008년 대통령실 직속 친일반민족행위자 재산조사위원회 상임위원(2008년 2월 ~ 2010년 4월)
- 2009년 한국방송통신대학교 객원교수(2009년 2월 ~ 2009년 8월)
- 2009년 고려대학교 객원교수(2009년 8월 ~ 2016년 8월)
- 2010년 한양대학교 초빙교수(2010년 8월 ~ 2016년 8월)
- 2016년 인하대학교 객원교수(2016년 8월 ~ 2017년 2월)
- 2017년 자유한국당 당무위원 겸 행정위원(2017년 3월 21일 ~ 2017년 5월 25일)
- 2017년 자유한국당 탈당(2017년 5월 25일)
- 2017년 제11대 대한민국 독립기념관 관장(2017년 12월 19일 ~ 2021년 1월 21일)

## 학력
- 서울재동국민학교 졸업
- 부산 토성중학교 졸업
- 부산 대동고등학교 졸업
- 연세대학교 사회학과(부전공: 사학과) 학사
- 연세대학교 대학원 사회학과 사회과학 석사
- 연세대학교 대학원 국어국문학과 문학박사